# Praia do Paraíso
Vista da Praia do Paraíso (Praia do Monte Carvoeiro)

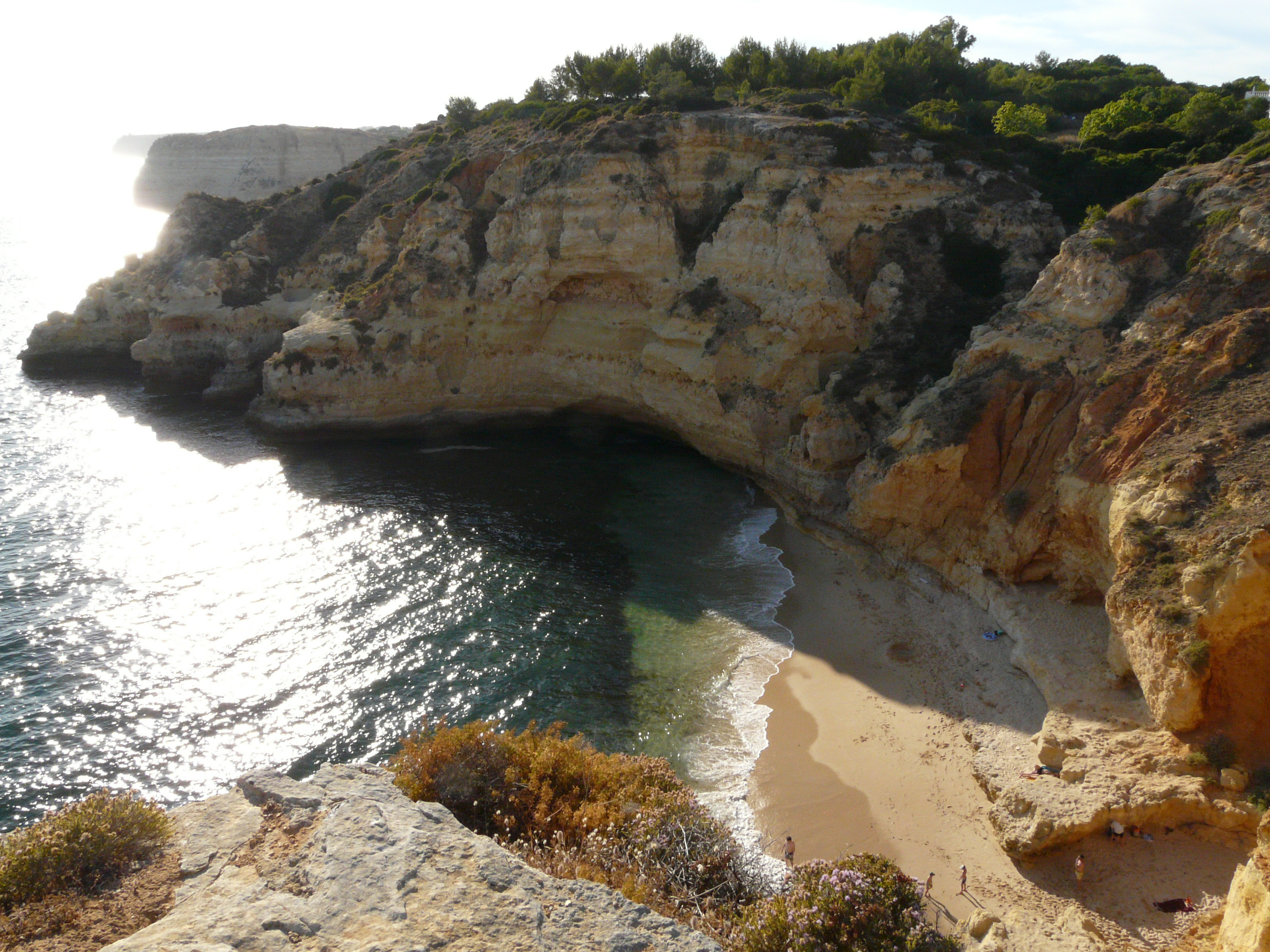
Praia do Monte Carvoeiro

A Praia do Paraíso, também chamada de Praia do Monte Carvoeiro, é uma praia situada no município de Lagoa, no Algarve, Portugal. Encontra-se junto ao Monte Carvoeiro, na vila de Carvoeiro, a leste da Praia do Vale dos Currais e da Praia do Padre Vicente e a oeste da Praia de Carvoeiro.
Está, como a maior parte das praias do concelho de Lagoa, rodeada por rochas argilosas, as quais são normalmente ocupadas por pescadores. O acesso é feito por uma escadaria na falésia que dá para o Monte Carvoeiro.